# Västra Mörskär
Västra Mörskär med Huslandet och Båtskär är en ö i Åland (Finland). Den ligger i Skärgårdshavet eller Norra Östersjön och i kommunen Kökar i landskapet Åland, i den sydvästra delen av landet. Ön ligger omkring 75 kilometer sydöst om Mariehamn och omkring 220 kilometer väster om Helsingfors.
Öns area är 37,7 hektar och dess största längd är 1,4 kilometer i sydväst-nordöstlig riktning.

## Delöar och uddar
- Västra Mörskär 59°46′39″N 21°09′06″Ö / 59.77744°N 21.15165°Ö
- Huslandet 59°46′44″N 21°09′13″Ö / 59.77895°N 21.15374°Ö
- Båtskär 59°46′29″N 21°08′39″Ö / 59.77459°N 21.14414°Ö